# Oliver Wolcott
Oliver Wolcott (Windsor, 20 novembre 1726 – Farmington, 1º dicembre 1797) è stato un politico e militare statunitense, fu governatore del Connecticut e uno dei firmatari della Dichiarazione d'indipendenza degli Stati Uniti d'America. È considerato uno dei Padri fondatori degli Stati Uniti d'America.

## Biografia
Nacque a Windsor nel Connecticut nel 1726, figlio di Roger Wolcott ex governatore britannico della colonia del Connecticut. Studiò presso lo Yale College dove si laureò in legge nel 1747, più tardi studiò anche medicina ma non esercitò mai la professione medica. Iniziò la carriera militare quando ricevette dal governatore di New York il grado di capitano, radunò così una compagnia di volontari con la quale combatté contro i francesi lungo la frontiera nord-orientale (Guerra di Re Giorgio) sino alla Pace di Aquisgrana (1748) e nella successiva Guerra franco-indiana (Guerra dei sette anni). Al termine della guerra venne nominato sceriffo della contea di Litchfield e ricoprì tale carica sino al 1771. Fu membro del Consiglio di Stato dal 1774 al 1786 ed esercitò l'incarico di giudice della contea per diversi anni.
Il 21 gennaio 1775 si sposò con Lorraine Collins, figlia di un ufficiale britannico e discendente di un'antica famiglia del New England, dalla quale ebbe cinque figli. Il suo primogenito morì in giovane età mentre il suo secondo figlio Oliver Wolcott Jr. intraprese anch'egli la carriera politica, fu segretario al tesoro e governatore del Connecticut.
Morì il 1º dicembre 1797 a Farmington, venne sepolto nel cimitero di Litchfield.

## Carriera politica
Partecipò alla Guerra d'indipendenza americana col grado di generale di brigata, poi maggior generale, della milizia del Connecticut, comandò le sue truppe in importanti campagne militari quali la difesa della città di New York nel 1776 e la battaglia di Saratoga del 1777.
Nel 1775 il Congresso continentale lo nominò membro del neonato comitato degli affari indiani con la qualifica di commissario per il dipartimento settentrionale, in questa veste negoziò la pace con le tribù delle Sei Nazioni irochesi sancita dal trattato di Fort Stanwix.
L'anno successivo divenne membro del secondo congresso continentale e il 4 luglio 1776, assieme a Roger Sherman, Samuel Huntington e William Williams firmò la Dichiarazione di indipendenza in rappresentanza della colonia del Connecticut. Restò in carica sino al 1778 e poi nuovamente dal 1780 al 1783.
Nel 1786 divenne vicegovernatore del Connecticut e ricoprì l'incarico per dieci anni, alla scomparsa di Samuel Huntington assunse la carica di governatore che ricoprì sino alla sua morte avvenuta un anno più tardi.

## Riconoscimenti
La sua casa di Litchfield è stata dichiarata National Historic Landmark nel 1971.